# Geoica muticae
Geoica muticae är en insektsart. Geoica muticae ingår i släktet Geoica och familjen långrörsbladlöss. Inga underarter finns listade i Catalogue of Life.